# The Redskins
Pour les articles homonymes, voir Redskins.
The Redskins est un groupe punk rock britannique originaire de York, en Angleterre, engagé à gauche et à l'extrême gauche. Passant progressivement du punk rock classique teinté de rockabilly à un genre de crossover cuivré mélangeant rock, punk, soul et rythm'n'blues, il est un des groupes les plus actifs et radicaux contre la politique ultralibérale du gouvernement de droite de Margaret Thatcher.

## Biographie
L'histoire du groupe débute à York en 1981, lorsque Chris Dean et Nick King fondent un premier groupe punk nommé No Swastikas. Dean est alors journaliste pour le magazine New Musical Express (sous le nom de plume de X Moore). Rejoint par Martin Hewes en mars 1982, le désormais trio change son nom pour The Redskins lors de son installation à Londres où Chris et Martin deviennent des permanents du Socialist Workers Party, la principale organisation d'extrême gauche britannique, d'inspiration trotskiste.
Le premier 45 tours du groupe, Lev Bronstein (le véritable patronyme de Léon Trotsky), produit par John Mekon, est publié en juillet 1982 par CNT, un label indépendant de Leeds dont le nom est une référence directe à l'organisation anarcho-syndicaliste éponyme. C'est après avoir écouté ce titre que John Peel les invite en octobre 1982 à venir jouer au cours de sa célèbre émission sur la BBC Radio 1 (John Peel Sessions). Renforcés d'une section cuivres qui accompagnera son évolution musicale, les Redskins y interprètent quatre morceaux : Unionize, Reds Strike the Blues, Kick Over the Statues et Peasant Army. Le label de John Peel, Strange Fruit Records, éditera plus tard cette session sous forme d'un maxi-45 tours en 1987. 
En 1983, leur single suivant, Lean on Me!, connait un vif succès critique qui leur permet de signer sur le label Decca Records. Keep On Keepin' On!, leur premier 45 tours chez Decca, sort en octobre 1983 dans un contexte social et politique très tendu du fait du grave conflit social des mineurs en grève. Lors d'une apparition sur la chaîne Channel 4, Chris Dean diminue le volume sonore de la prestation, pour introduire : « Au tambourin et en grève depuis 35 semaines, un mineur de Durham. » Le mineur s'approche alors du micro et entame une allocution sur la grève, mais le micro ayant été coupé, aucun téléspectateur ne put l'entendre. Malgré leur engagement à gauche, les Redskins refuseront toujours de participer au mouvement Red Wedge initié par les musiciens Billy Bragg et Paul Weller, car ils jugent ce mouvement trop réformiste et les travaillistes aussi nocifs que les Tories,.
Le single suivant, Bring It Down! (this Insane Thing), sort en 1985 et entre au top 40. Nick King quitte le groupe peu après et est remplacé brièvement par Steve White de The Style Council, puis par Paul Hookham des Woodentops. En novembre 1985, le groupe organise une tournée « anti-apartheid » de 12 dates, et prévoit de sortir un single (Kick over the Statues!) dont les bénéfices doivent être reversés à l'ANC. Devant le refus de leur label Decca, les membres du groupe volent les masters des enregistrements et les confient à un label indépendant (Abstract Records) qui réalise le single, mais pour des raisons de droits, le nom des Redskins n'apparaît pas sur la pochette. Lors de la dernière date de la tournée, le groupe est rejoint sur scène par Billy Bragg, Jerry Dammers (de The Specials) et Alexei Sayle pour une reprise de Back In the U.S.S.R.. 
Le 6e single du groupe, The Power Is Yours, puis son unique album Neither Washington Nor Moscow, et enfin un dernier single, It Can Be Done!, sortent en 1986. Le groupe se sépare à la fin de cette même année, après une dernière tournée européenne et un ultime concert à la Alabama Halle de Munich, en Allemagne, le 15 septembre 1986.

## Membres
- Chris Dean - chant, guitare
- Nick King - batterie (jusqu'en 1985)
- Matin Hewes - chant, basse
- Kevin Robinson - trompette
- Trevor Edwards - trombone
- Ray Carless - saxophone
- Paul Hookham - batterie (1985) (batteur de the Woodentops)

## Discographie
- 1982 : Lev Bronstein (45 tours, CNT)
- 1983 : Lean on Me!, (45 tours, CNT)
- 1983 : Keep On Keepin' On! (45 tours, Decca Records)
- 1985 : Bring It Down! (This Insane Thing) (45 tours, Decca Records)
- 1985 : Kick over the statues! (45 tours, Abstract)
- 1986 : The Power Is Yours (45 tours, Decca Records)
- 1986 : Neither Washington Nor Moscow (Decca Records)
- 1986 : It Can Be Done! (45 tours, Decca Records)
- 1987 : Peel Session (maxi-45 tours, Strange Fruit Records)
- 1995 : Live (Dojo Limited)
- 2010 : Epilogue (Insurgence)